# Caisses Desjardins
El Mouvement des Caisses Desjardins (en català Moviment de caixes Desjardins) és un moviment cooperatiu d'estalvi i crèdit fundat el 1900 per Alphonse Desjardins a Lévis (Quebec), on té la seu. No obstant això, la majoria de les seves activitats se centren a Mont-real, on es troben 10 dels 12 membres del consell d'administració.
El 2014, el Moviment tenia 6 milions de membres, incloent a 400.000 empreses, més de 5000 directius i 45.000 empleats, que gestionaven actius per valor de 210.000 milions de dòlars canadencs.
Pel que fa a l'exercici fiscal 2011, el Moviment va registrar 401 milions de dòlars de retorn a la comunitat en forma de donacions, beques i patrocinis.
L'1 de gener del 2013, només al Quebec, el Moviment tenia 422 oficines bancàries i 888 centres de servei; Els punts de servei de Desjardins també estan disponibles a Florida i Ontario.
El 2008, el Grup Desjardins figurava al 96è lloc de les institucions financeres més grans en el món i al 18è lloc de l'Amèrica del Nord, segons la classificació realitzada per la revista especialitzada The Banker. El Moviment és el 6è grup financer cooperatiu en importància a escala mundial.
El 15 de juny del 2014, Desjardins va aconseguir el 1er lloc nord-americà i el segona i tercer lloc al món (ex aequo) en la classificació de solidesa bancària Bloomberg. · 

## Història

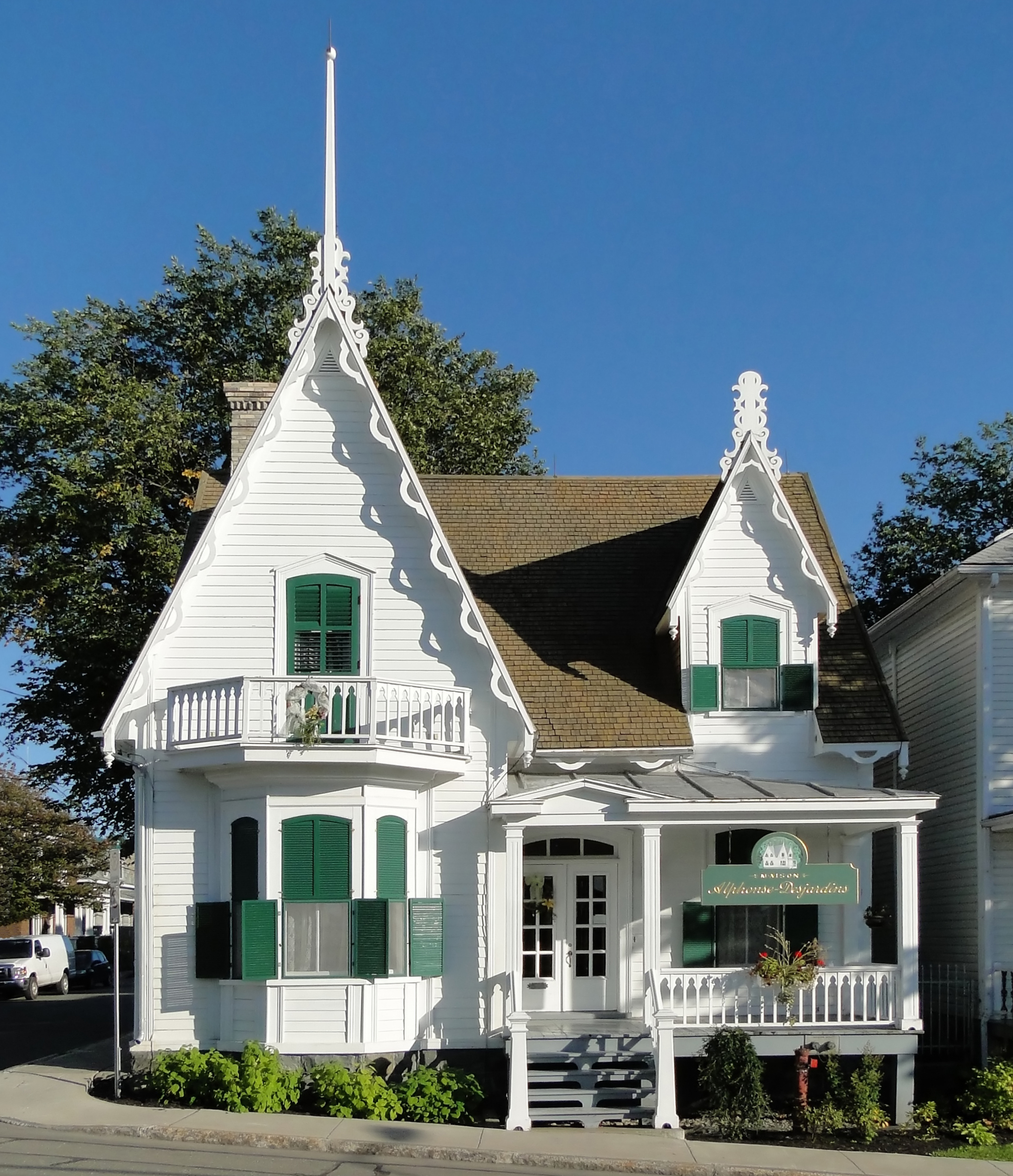
Casa Alphonse-Desjardins a Lévis, primera Caixa Popular Desjardins.

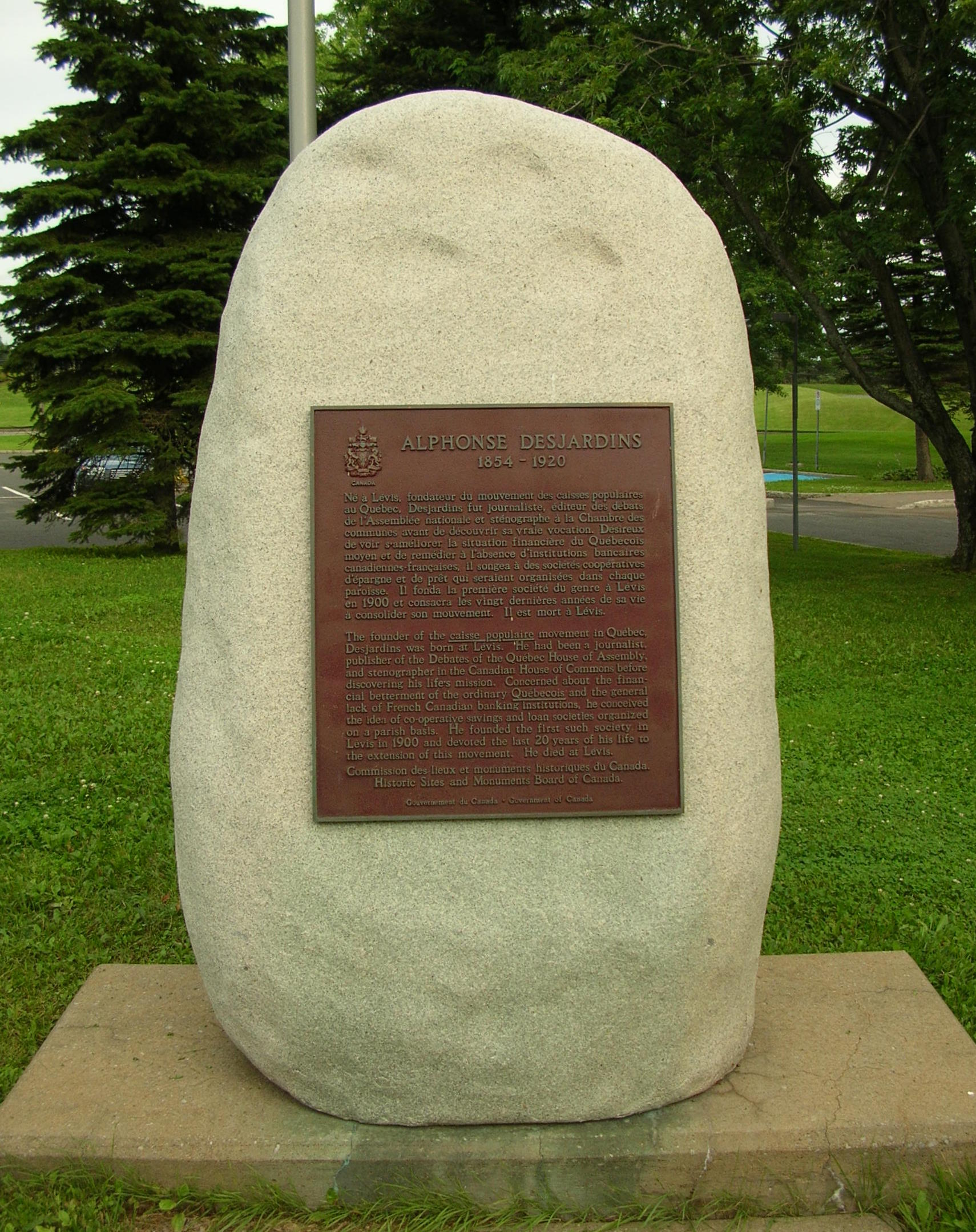
Placa Alphonse Desjardins a Lévis.

A la fi del segle xix, el Quebec tenia 1,6 milions d'habitants. La gran majoria d'aquesta població era francòfona i rural. Els agricultors produïen principalment per a necessitats locals i les últimes dècades van estar marcades per una sèrie de collites pobres. Molts d'ells havien acumulat grans deutes. La Revanche des berceaux (revenja dels bressols) va portat a la superpoblació a les ciutats i a Nova Anglaterra, on els treballadors francòfons estaven relegats a llocs de treball de baixa remuneració. A més, la Banque du Peuple (francocanadenca) es va esfondrar el 1895 després d'un dels fraus més grans de la història de Quebec, un fet que va destruir negocis i va anorrear molts estalvis personals.
En aquest context, l'accés a l'estalvi i al crèdit era difícil. Els bancs, molts conservadors, només s'ocupaven de comerciants, industrials i famílies benestants. A més, la majoria d'ells estaven controlats per la comunitat de parla anglesa, que considerava els francocanadenc com a persones de segona classe. Només quedaven els prestadors usuraris que, sense restriccions, sovint acabaven posant les mans als béns dels seus desafortunats clients.
Com a estenògraf francès a la Cambra dels Comuns del Parlament del Canadà, Alphonse Desjardins, es va sensibilitzar amb aquest fenomen durant un debat l'abril de 1897: un diputat esmentava un cas on els interessos arribaven al 3.000%. Decidí investigar els mitjans que es prenen en altres parts del món per contrarestar aquestes pràctiques i descobrí el llibre People's Banks, de Henry W. Wolff, dedicat als bancs populars i les unions de crèdit rural existents a Europa. Escrigué a l'autor, que el posà en contacte amb els líders d'aquestes institucions.
A través dels seus debats amb ells, va desenvolupar un projecte cooperatiu d'estalvi i crèdit que permetria als treballadors i agricultors d'esdevenir llurs propis banquers. Al seu domicili de Lévis, a la riba sud de la regió de Québec, va reunir un petit grup de conciutadans als quals va presentar la seva idea. Junts, redactaren els estatuts de la futura unió de crèdit, que es va fundar el 6 de desembre del 1900 i s'obrí el 23 de gener següent.
Els objectius a atènyer per part d'aquesta nova empresa són:
- generalitzar l'estalvi per fer front als efectes de l'atur, la malaltia i altres circumstàncies imprevistes de la vida;
- construir un sistema de crèdit popular, accessible per als treballadors, agricultors i qualsevol persona que sigui honesta i treballadora;
- fomentar la consolidació d'empreses familiars i artesanals;
- aturar els préstecs usuraris;
- introduir els líders comunitaris a l'organització econòmica i als negocis;
- millorar les condicions materials dels treballadors i contribuir al progrés del Canadà francès.

Gràcies a la influència dels sacerdots del Col·legi de Lévis on va estudiar, va aconseguir convèncer l'arquebisbe de Quebec, Monsenyor Bégin, per donar suport al seu projecte. L'església posà llavors la seva caució a la seva empresa, fet que donà confiança a la gent comuna en aquesta província on hi té una forta influència. Això no només permeté l'inici de la caixa de Lévis, sinó també d'obrir caixes a diverses parròquies a petició dels capellans locals.
Desjardins i els seus empleats van haver d'assegurar els riscos financers personalment per fer funcionar llur institució. Durant els primers anys de la història de les Caisses, Desjardins intentà en va de portar les Caisses sota la protecció d'una llei federal, sota la jurisdicció del Parlament canadenc, per convertir-les en una entitat jurídica. Això va ser rebutjat repetidament, el que el va portar a recórrer al govern de Quebec per obtenir una carta provincial per a les Caisses populars. El 9 de març del 1906, les unions de crèdit foren legalment reconegudes per la llei provincial relativa a cooperatives sindicals del govern de Lomer Gouin.

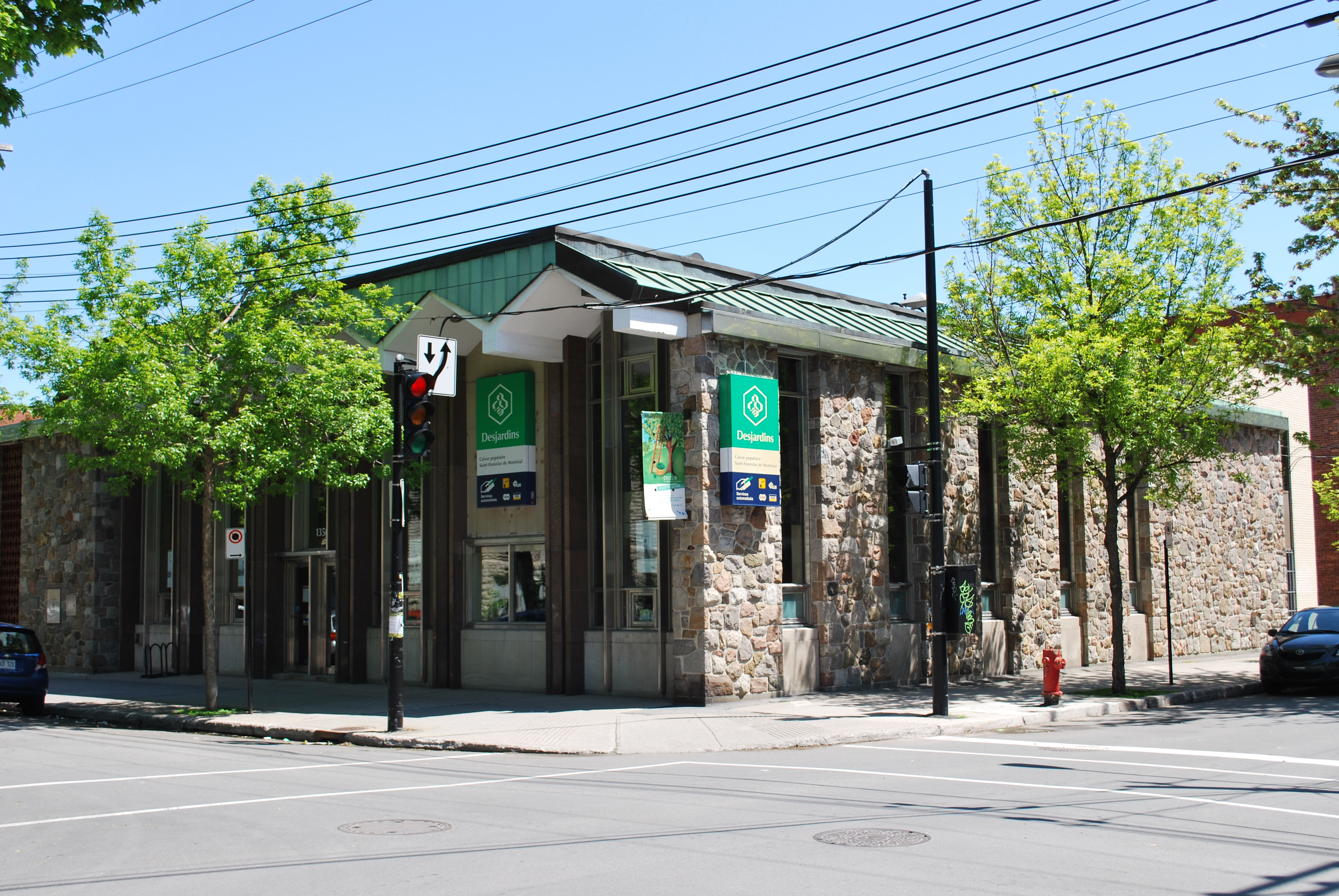
Una caixa popular Desjardins a Montréal.

Posteriorment, la progressió fou fulgurant. En 1914, hi havia 146 caisses i en 1920, quan Desjardins mor, n'hi ha 220 de les quals 24 a Ontario i 9 als Estats Units. Els noms d'aquestes caisses populaires ("caixes populars") esdevé Caisse populaire Desjardins des de l'obertura de la de Saint-Sauveur-des-Monts, al nord de Mont-real, en 1913. Per coordinar la xarxa, es feren agrupacions locals i sorgí una federació d'agrupacions.
El Moviment Desjardins permet de desenvolupar els camps i els barris obrers. El 1944, es crea la Société d'assurance des caisses populaires (que esdevindrà més el Groupe Desjardins, assurances générales) per assegurar les caixes contra les pèrdues per incendi, robatori i frau. També ofereix la mateixa cobertura als seus membres, un altre sector descuidat per les asseguradores tradicionals. El Moviment adquireix La Sauvegarde, companyia d'assegurances de vida, el 1962 per mantenir-la en mans quebequeses, però també li permet augmentar la seva àrea de servei.
En 1964, el Moviment depassa en actius els mil milions de dòlars canadencs i opera en moltes àrees, com ara: cooperatives de crèdit, béns i assegurances personals, una fidúcia, etc. Pel que fa als serveis a membres, hi ha una caixa a tots els racons de Quebec, i aquestes, durant els anys setanta, prendran ràpidament el punt d'inflexió de la informatització. Avui dia, el Grup Desjardins té un paper important en l'economia de Quebec i rivalitza amb els set bancs canadencs de legislació federal. Desjardins continua classificant-se entre les 100 primeres institucions financeres del món i també es troba al 18è lloc de classificació del Top 25 d'Amèrica del Nord.
El gener del 2014, Desjardins adquireix algunes filials canadenques de State Farm Insurance, ffilials especialitzades en assegurances de no vida, assegurances de salut, assegurances de vida i negocis de fons mutus, per un import desconegut. ·  En acollir 1,2 milions d'assegurats nous, Desjardins s'ha convertit en la segona companyia d'assegurances més gran d'accidents al Canadà.

## Estructura democràtica
| « | Ésser membre d'una caisse populaire és ser-ne propietari | » |

 La idea d'Alphonse Desjardins consistia a agrupar els recursos de cadascun per tal de desenvolupar la comunitat. Per tant, és natural que la participació de tots els membres sigui requerida i recompensada.
De baix a dalt, la cooperativa disposa d'una estructura democràtica. Cada membre ha de tenir una acció, el valor de la qual s'ha mantingut en 5 dòlars canadencs des de la fundació el 1906, la qual cosa el fa ser un soci. Aquesta contribució dona un vot, independentment dels diners que diposita, en totes les qüestions relacionades amb el funcionament del fons, en reunions anuals i especials. Encara que cada "Caisse" té un personal i un director assalariats, són els membres voluntaris, elegits per l'assemblea general, els que formen el consell d'administració i el de monitoratge.
El personal permanent de la Fédération des caisses Desjardins du Québec també és un assalariat, però els membres electes de cada Caisse envien els seus representants a les assemblees generals de la Federació per triar al president del Moviment i votar sobre les orientacions.
Els excedents generats durant un any es reinverteixen parcialment a la cooperativa, però també es redistribueixen als membres, i no als inversors externs. A l'assemblea general anual de la seva caixa, els membres voten sobre com redistribuir la part del superàvit que és excedent d'una reserva de contingència. Aquest extorn sol ser adjudicat a prorrata dels interessos guanyats o pagats per un membre durant l'any, però es pot votar qualsevol altra condició.
Les Caisses també participen en la seva comunitat patrocinant organitzacions benèfiques, organitzacions de desenvolupament del barri, beques, etc., tot aprovat per l'assemblea dels socis.

## Responsabilitat social i cooperació
El compromís del Moviment Desjardins es fa a través d'accions locals, regionals, nacionals i internacionals.

### Accions locals i regionals
- Fons d'ajuda al desenvolupament del medi (FADM)
- Suport a les coopératives jeunesse de service ("Cooperatives juvenils de servei")
- Fons d'Ajuda Mútua Desjardins
- Microcrèdit Desjardins a les empreses
- Programa de finançament de projectes de joves emprenedors (Créavenir)

El 2016, el Moviment Desjardins va llançar un nou fons de desenvolupament de 100 milions per donar suport a projectes a les regions.

### Compromís nacional
En 2015, el Moviment Desjardins va donar més de 81 milions de dòlars en projectes filantròpics, patrocinis i beques.
- Premis i beques
- Donacions i patrocinis per promoure l'accés a l'educació i la cultura, promoure valors cooperatius i fomentar l'adopció d'hàbits de vida saludables
- Suport a les regions a través del Capital régional et coopératif Desjardins (CRCD), el Fonds d'investissement pour la relève agricole (FIRA) i el Fonds coopératif d'aide à la relève agricole

### Desenvolupament internacional
El Moviment Desjardins proporciona serveis de suport tècnic i d'inversió en el sector de les microfinances als països en desenvolupament i en transició a través de la seva societat Développement international Desjardins.
Développement international Desjardins ofereix serveis en els camps següents:
- Mobilització de l'estalvi
- Finançament agrícola
- Solucions tecnològiques
- Formació
- Seguiment
- Finançament de l'emprenedor
- Microassegurança
- Finançament de l'habitatge
- Crèdit escolar
- Inversions

## Xarxa decaisses

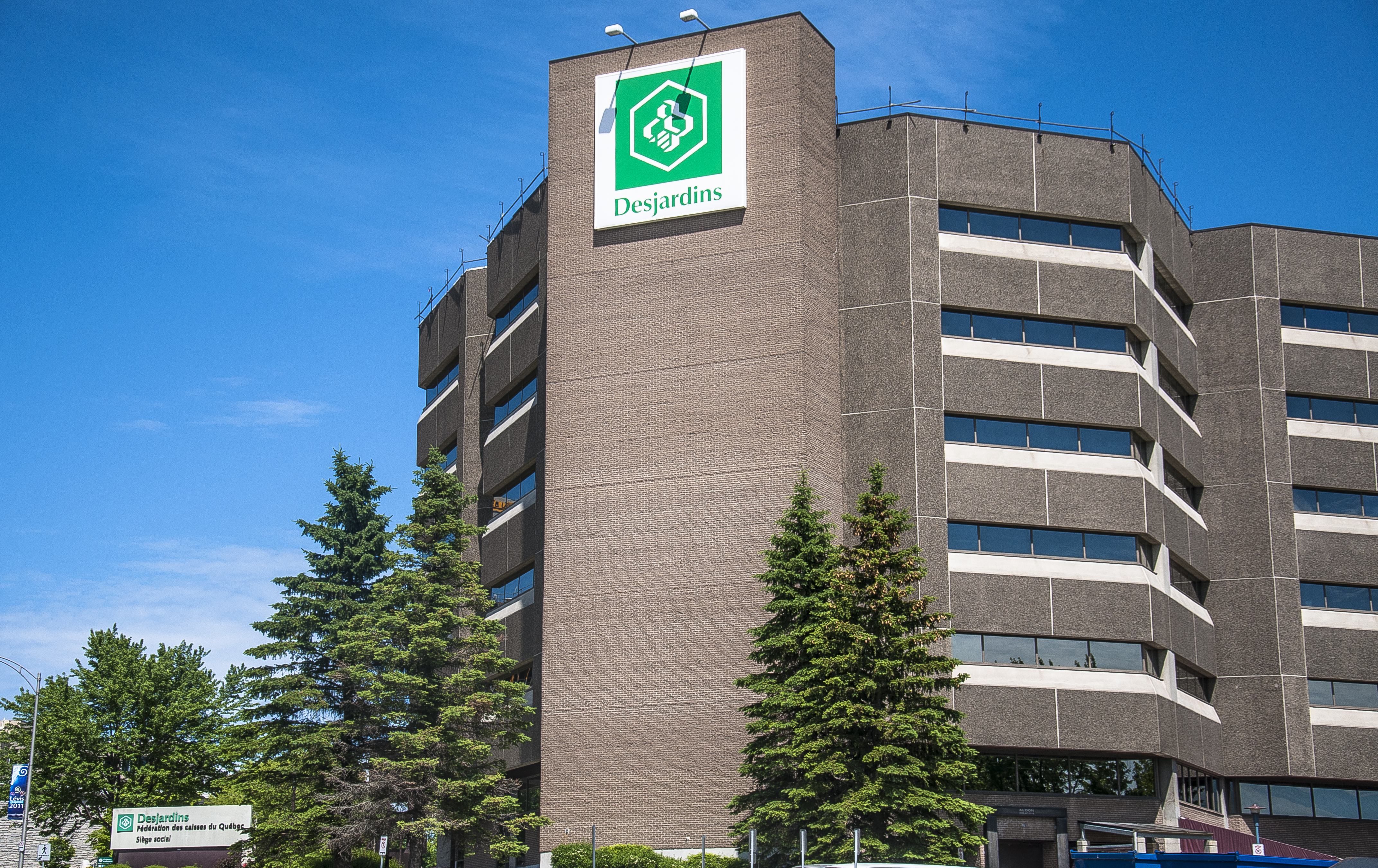
La seu social de la Federació de Caixes Desjardins, a Lévis.

### Caisse populaire
La Caisse populaire ("Caixa popular") és una cooperativa que en general inclou els ciutadans de la mateixa zona geogràfica, la mateixa localitat, el mateix barri. La gran majoria dels membres de Caisse Desjardins del Quebec ho són a la Caisse més propera a la seva llar o lloc de treball.

### Caisse d'économie
La Caisse d'économie ("Caixa d'economia") és una cooperativa com la Caisse populaire. En la majoria dels casos, agrupa les persones d'acord amb les seves activitats professionals i el seu lloc de treball. Per exemple, hi ha una Caisse d'économie a Outaouais], una Caisse d'économie dels funcionaris municipals de Mont-real i una Caisse d'économie des employés de la STM.

### Societats
- Federació de caisses Desjardins del Québec
- Capital Desjardins
- Caisses d'économie Desjardins
- Desenvolupament internacional Desjardins
- Fundació Desjardins
- Fons de Seguretat Desjardins
- Societat històrica Alphonse-Desjardins
- Fidúcia Desjardins
- Caisse centrale Desjardins U.S. Branch
- Desjardins Bank

## Xarxa de filials
- Capital régional et coopératif Desjardins
- Certas direct, companyia d'assegurances
- Desjardins Assurances générales
- Gestion privée Desjardins
- Desjardins Cabinet de services financiers inc.
- Desjardins Capital de risque
- Desjardins Gestion d'actifs
- Desjardins Groupe d'assurances générales
- Desjardins Sécurité financière
- Groupe Technologique Desjardins
- La Personnelle
- Desjardins Gestion immobilière
- Valeurs mobilières Desjardins
- Western Financial Group
- Western Life Insurance Company
- Bank West (Zag Bank)

## Força econòmica
La fortalesa econòmica del Moviment Desjardins segueix sent molt important avui dia. Ha estat, i encara és avui, una eina de desenvolupament econòmic important per al Quebec. Prop del 80% dels ciutadans de la província tenen un compte amb Desjardins i els seus actius s'eleven a 400.000 milions de dòlars l'any 2014, que permeten de controlar gairebé el 44% del mercat de dipòsits a Quebec i el 38% del mercat hipotecari.